# Nesozineus griseolus
Nesozineus griseolus là một loài bọ cánh cứng trong họ Cerambycidae.